# Conus ernesti
Espèce
Conus ernesti est une espèce de mollusques gastéropodes marins de la famille des Conidae.
Comme toutes les espèces du genre Conus, ces escargots sont prédateurs et venimeux. Ils sont capables de « piquer » les humains et doivent donc être manipulés avec précaution, voire pas du tout.

## Description
La taille de la coquille varie entre 20 mm et 31 mm.

## Distribution
Cette espèce marine d'escargot conique se trouve dans la mer des Caraïbes au large du Panama à une profondeur de 65 m.

## Taxonomie

### Publication originale
L'espèce Conus ernesti a été décrite pour la première fois en 1990 par le malacologiste américain Edward James Petuch (d) dans la publication intitulée « The Nautilus »,.

### Synonymes
- Conus (Dauciconus) ernesti Petuch, 1990 · appellation alternative
- Gradiconus ernesti (Petuch, 1990) · non accepté

## Identifiants taxonomiques
Chaque taxon catalogué par les bases de données biologiques et taxonomiques possède un identifiant qui permet d'établir un point de référence. Les identifiants de Conus ernesti dans les principales bases sont les suivants :
CoL : XXCL - GBIF : 6511391 - IRMNG : 11867741 - WoRMS : 429560